# Departamento Colón (Córdoba)
Colón es un departamento en la provincia de Córdoba (Argentina), colindante por el sur con la capital provincial.
Es el tercer más pequeño y el cuarto más poblado de los departamentos provinciales. 
La superficie es de 2.368 km², tan solo el 1,43% del total. Se extiende por la ladera oriental de las Sierras Chicas y por la llanura pampeana. En la zona serrana alberga varias ciudades del Gran Córdoba y en la planicie a su cabecera y ciudad más importante: Jesús María, que constituye un centro comercial y de servicios para todo el norte provincial.
Limita al norte con el departamento Totoral; al este con el de Río Primero; al sur con los de Capital y Santa María; y al oeste, con el de Punilla.

## Historia
A comienzos del siglo XIX, el departamento Anejos envolvía por el norte y por el sur al de la Capital, llamado por entonces Ciudad.
El 12 de noviembre de 1858 el gobernador de Córdoba, por entonces Mariano Fragueiro, dispuso la separación del departamento Anejos en dos partes: Anejos norte y Anejos sur, teniendo como referencia divisoria el Río Suquía y el departamento Capital.

Mediante una ley provincial, promulgada el 29 de agosto de 1878 durante el gobierno de Antonio del Viso se le otorgó a Jesús María la jerarquía de villa, siendo designada además cabecera del departamento Anejos Norte.

Por su parte el sector llamado Anejos Sur luego fue renombrado con el nombre de Santa María.

En 1892 existía en la República Argentina un clima de celebración por el cuarto centenario de la llegada de Colón a América. El 7 de octubre de ese año y como una manera de sumarse a los festejos, el gobernador Manuel D. Pizarro estableció a través de un decreto el cambio de nombre del departamento Anejos Norte por el de Colón.
Por ley n.º 7769 sancionada el 29 de enero de 1988 una parte del departamento Totoral en la pedanía Sinsacate fue transferida al departamento Colón en la pedanía Cañas.

## Sismicidad
La región posee sismicidad media; y sus últimas expresiones se produjeron:
- 22 de septiembre de 1908 (116 años), a las 17.00 UTC-3, con 6,5 Richter, escala de Mercalli VII; ubicación 30°30′0″S 64°30′0″O / -30.50000, -64.50000; profundidad: 100 km; produjo daños en Deán Funes, Cruz del Eje y Villa de Soto, provincia de Córdoba, y en el sur de las provincias de Santiago del Estero, La Rioja y Catamarca.

- 16 de enero de 1947 (78 años), a las 2.37 UTC-3, con una magnitud aproximadamente de 5,5 en la escala de Richter (terremoto de Córdoba de 1947)[5]

- 28 de marzo de 1955 (70 años), a las 6.20 UTC-3 con 6,9 Richter: además de la gravedad física del fenómeno se unió el desconocimiento absoluto de la población a estos eventos recurrentes (terremoto de Villa Giardino de 1955)

- 7 de septiembre de 2004 (20 años), a las 8.53 UTC-3 con 4,1 Richter

- 25 de diciembre de 2009 (15 años), a las 21.42 UTC-3 con 4,0 Richter

## Economía

### Ganadería
Si bien existían en Colón 53.613 vacunos, en 2002, este departamento se transforma en el centro ganadero por excelencia de todo el norte cordobés. En cuanto a los porcinos, base para una afamada producción de productos regionales, las casi 30 mil cabezas representa el 6,36% del total provincial.
También es digno de destacar el sector avícola.

### Agricultura

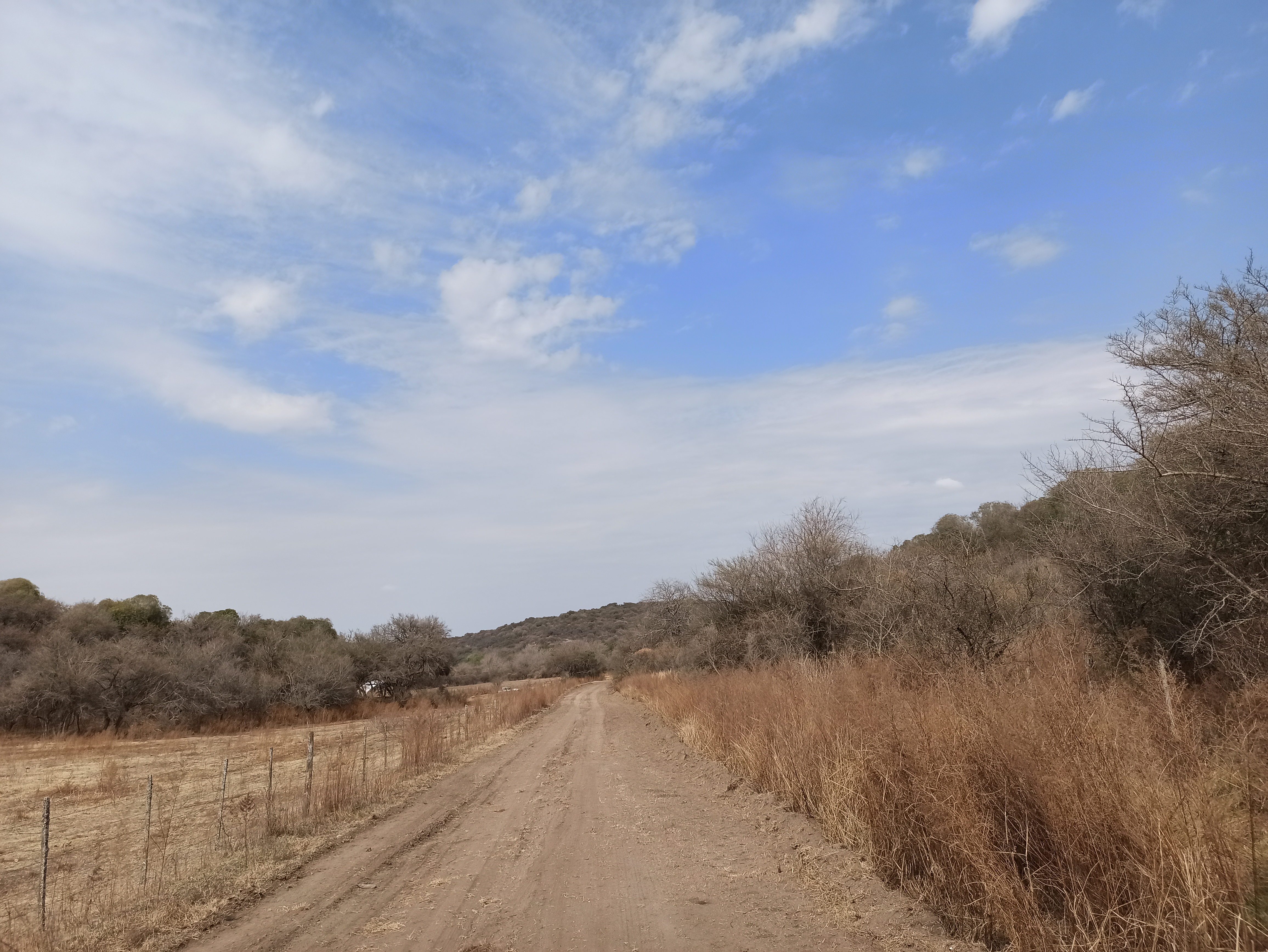
Paisaje de Sierras Chicas. Foto tomada en Salsipuedes, Córdoba

En cuanto al sector agrícola, las áreas sembradas fueron desplazando a las destinadas a la cría y engorde de vacunos: la soja de Colón representa casi el 2% del total cordobés y el maíz el 2,8%, entre los principales cultivos.
El sector frutihortícola es uno de los más importantes de la provincia y está ligado al gran centro consumidor que es el Gran Córdoba. Entre los principales cultivos se encuentran la vid, la batata, los ciruelos, higos, duraznos, nogales y Papa.

### Turismo
Asimismo, el turismo es una de las actividades regionales de mayor importancia: las Sierras Chicas receptan anualmente unos 290 mil turistas, el 8,64% del total cordobés. Vale la pena recordar el ya clásico Festival Nacional de Doma y Folclore de Jesús María, que desde hace más de cuatro décadas se lleva a cabo durante la primera quincena del mes de enero. 

## Demografía
El departamento Colón fue la unidad política que más creció dentro de la provincia de Córdoba entre los años 1991 y 2001.

Según el INDEC en 2001 había 171.067 habitantes, un 36,41% más que en 1991. En 1947 la población del departamento Colón representaba casi en 3% de la población cordobesa, mientras que en 2001 su participación aumentó al 5,2% del total provincial. 
Alrededor de 40.000 personas viven en el conglomerado que forman Jesús María-Colonia Caroya, otros 24.000 viven en la ciudad de La Calera, 21.000 en la ciudad de Villa Allende, 16.000 en Río Ceballos, 15.000 en Unquillo y 13.000 en el conglomerado que forman las ciudades de Malvinas Argentinas y Jardín Arenales.

### Estructura
Según el censo 2022 la población total del departamento es de 295 725 personas, repartidas en 
151 659 mujeres y 144 065 hombres, con un índice de masculinidad de 95,0 hombres por cada 100 mujeres. 
La edad mediana de la población es de 32 años (33 años entre las mujeres y 31 años entre los hombres).
El 9,8% de la población tiene más de 65 años (frente al 8,4% en 2010), y el 2,0% de la población tiene más de 80 años (frente al 1,9% en 2010)

### Salud y educación
El 65,7% de la población tiene al menos un tipo de cobertura de salud. 
Unas 101 092 personas asisten a algún tipo de establecimiento educativo de cualquier nivel y unas 41 068 personas tienen un título terciario o superior (22,8% sobre el total de la población instruida). La tasa de alfabetización es del 99,8

### Migraciones
De las personas residentes en el departamento, unas 40 722 (13,7% del total de población) nacieron en otra provincia, y unas 3 618 (1,2% del total de población) lo hicieron fuera del país, siendo los grupos de inmigrantes más numerosos los provenientes de:
- Bolivia: 705 personas
- Perú: 274 personas
- Venezuela: 263 personas
- Chile: 239 personas
- Paraguay: 236 personas
- España: 202 personas
- Uruguay: 195 personas
- Italia: 152 personas
- Brasil: 144 personas
- Colombia: 104 personas

### Hogares
En el departamento hay un total de 107 390 viviendas  y 97 732 hogares. 
En cuanto al régimen de tenencia y regularidad de la propiedad de las viviendas, el 60,0% es propia, el 22,4% es alquilada, el 7,5% es cedida o prestada, y el resto se encuentra en otra situación.
Sobre el total de hogares, 90 847 (92,9% del total) tienen acceso a red pública de agua corriente, 17 885 (17,7% del total) tienen desagüe y descarga a red pública cloacal, 28 137 (28,8% del total) tienen acceso a red pública de gas, y 87 742 (89,8% del total) tienen acceso a red de internet en la vivienda. 

## Pedanías

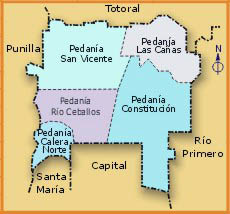
Pedanías de Colón.

Para los fines catastrales el departamento se divide en 5 pedanías:
- Calera Norte
- Constitución
- Las Cañas
- Río Ceballos
- San Vicente

## Municipios, comunas y localidades
El departamento Colón tiene 16 localidades organizadas políticamente como Municipios:
- Agua de Oro
- Colonia Caroya
- Colonia Tirolesa
- Estación General Paz
- Estación Juárez Celman
- Jesús María
- La Calera
- La Granja
- Malvinas Argentinas
- Mendiolaza
- Mi Granja
- Río Ceballos
- Saldán
- Salsipuedes
- Unquillo
- Villa Allende

Y otras 4 de menor población, instituidas como Comunas:
- Colonia Vicente Agüero
- El Manzano
- Tinoco
- Villa Cerro Azul

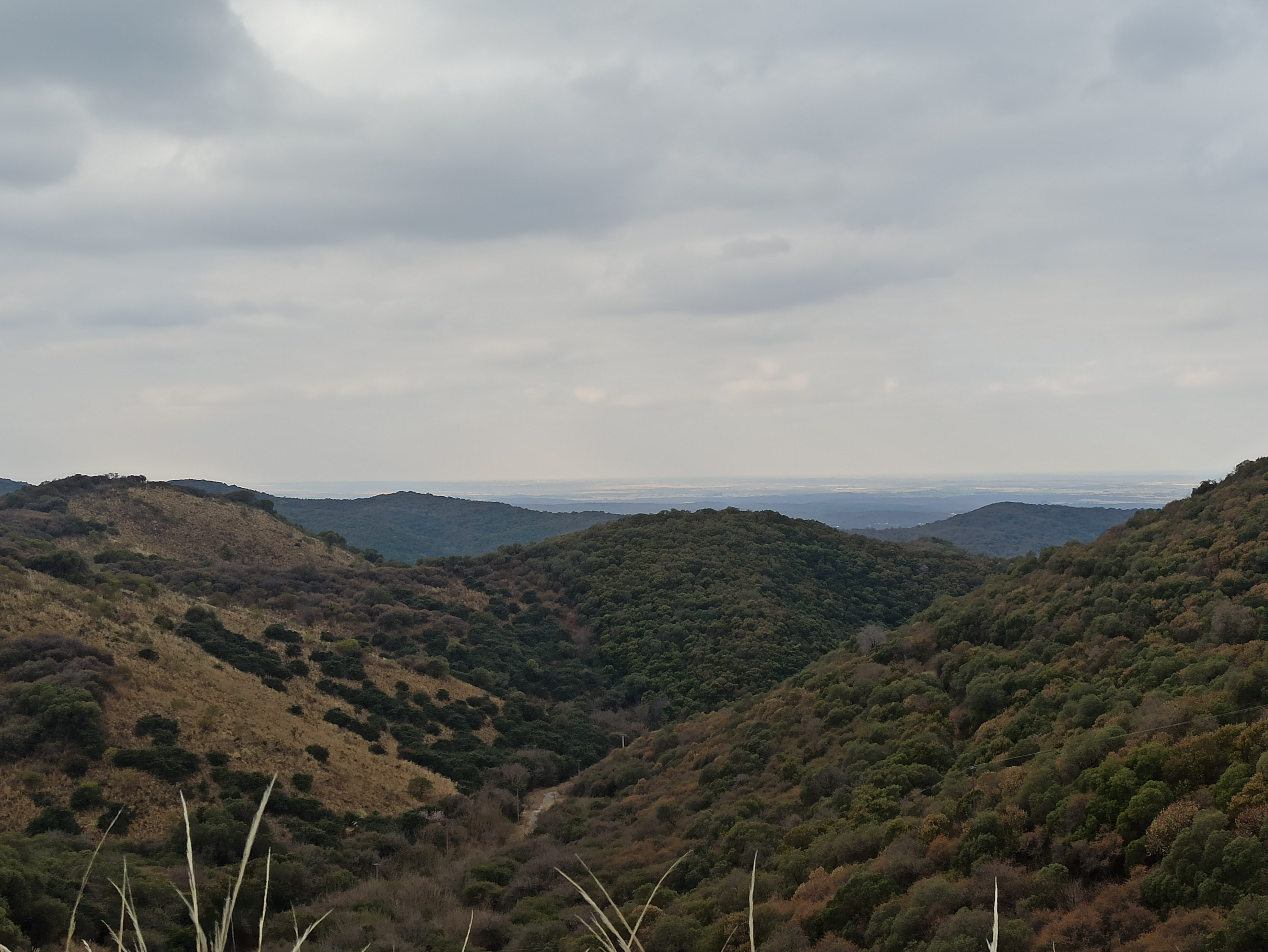
Foto tomada en Ruta Provincial E-98, popularmente conocida como Camino del Cuadrado, es una ruta ubicada en la región de las Sierras Chicas.

Contiene además otros 18 núcleos de población, sin organización política propia:
Villa El Fachinal, Villa Los Llanos, Parque Norte, y Guiñazú Norte (pertenecientes al municipio Juárez Celman);
Dumesnil, El Diquecito, y Casa Bamba (pertenecientes al municipio La Calera);
El Pueblito (perteneciente al municipio Salsipuedes);
Santa Elena, Estación Colonia Tirolesa, y La Puerta (pertenecientes al municipio Colonia Tirolesa);
Ascochinga, Los Molles, y Corral Quemado (pertenecientes al municipio La Granja);
Canteras El Sauce (perteneciente a la comuna El Manzano);
Country Club Chacras de la Villa - Country Club San Isidro (pertenecientes al municipio Villa Allende);
Pajas Blancas (perteneciente al municipio Unquillo).
Villa Corazón de María (perteneciente al municipio Malvinas Argentinas).